# Sphinx Rock (Viktorialand)
Der Sphinx Rock ist eine 50 m hoch aufragende Insel vor der Pennell-Küste des ostantarktischen Viktorialands. Sie liegt vor dem Islands Point im westlichen Teil der Robertson Bay.
Die vom britischen Polarforscher Victor Campbell geleitete Nordgruppe bei der Terra-Nova-Expedition (1910–1913) kartierte die Insel im Jahr 1911. Campbell gab ihr einen deskriptiven Namen, da sie in ihrer Form an eine Sphinx erinnert.